# Bullhead (Dakota del Sur)
Bullhead es un lugar designado por el censo ubicado en el condado de Corson en el estado estadounidense de Dakota del Sur. En el Censo de 2010 tenía una población de 348 habitantes y una densidad poblacional de 43,48 personas por km².

## Geografía
Bullhead se encuentra ubicado en las coordenadas 45°46′23″N 101°4′54″O / 45.77306, -101.08167. Según la Oficina del Censo de los Estados Unidos, Bullhead tiene una superficie total de 8 km², de la cual 7.81 km² corresponden a tierra firme y (2.46%) 0.2 km² es agua.

## Demografía
Según el censo de 2010, había 348 personas residiendo en Bullhead. La densidad de población era de 43,48 hab./km². De los 348 habitantes, Bullhead estaba compuesto por el 0.29% blancos, el 0% eran afroamericanos, el 98.85% eran amerindios, el 0% eran asiáticos, el 0% eran isleños del Pacífico, el 0% eran de otras razas y el 0.86% pertenecían a dos o más razas. Del total de la población el 2.01% eran hispanos o latinos de cualquier raza.